# Sirkkalankatu
Sirkkalankatu est une rue de Turku en Finlande.

## Présentation
Longue d'environ 1,5 kilomètre, la rue Sirkkalankatu est située dans le centre de Turku au sud du  fleuve Aurajoki.
La rue Sirkkalankatu part de Joukahaisenkatu, à proximité de la gare de Kupittaa, elle traverse les quartiers I, II et III, et se termine en croisant Kivenhakkaajankatu à côté du parc sportif de Turku.
La rue Sirkkalankatu à une altitude variable car elle traverse une zone vallonnée.
Les lignes de bus des transports publics ne circulent que sur le tronçon entre Joukahaisenkatu et Kerttulinkatu.
Les rues transversales de Sirkkalankatu sont d'est en ouest: Joukahaisenkatu, Lemminkäisenkatu, Kaivokatu, Kerttulinkatu, Kellonsoittajankatu, Uudenmaankatu, Kotikatu, Tähtitorninkatu, Vartiovuorenkatu, Kaskenkatu, Vuorikatu, Sepänkatu, Neitsytpolku et Kivenhakkaajankatu.

## Bâtiments de la rue
Sirkkalankatu abrite, entre autres, l'ancienne caserne de Sirkkala, le musée de l'artisanat de Luostarinmäki, l'hôpital de Turunmaa (fi) et l'ancienne maternité Heideken.
| N° | Bâtiment                        | Architecte                             | Image |
| 1  | Caserne de Sirkkala             | Pehr Johan Gylich Axel Hampus Dalström |       |
| 2  | Usine Rönkä                     |                                        |       |
| 6  | As Oy Arseninkartano            | Heikki Sarainmaa                       |       |
| 9  | Bâtiment Art nouveau            | Anton Salviander                       |       |
| 20 | École de Sirkkala               | Carl Johan von Heideken                |       |
| 23 | hôpital de Turunmaa (fi)        | Erik Bryggman                          |       |
| 26 | Quartier-musée de Luostarinmäki |                                        |       |
| 37 | Maternité Heideken              | Gustaf Nyström                         |       |
| 42 | Asunto Oy Neitsyt               | Karl Johan Sahlberg                    |       |